# Herrnau

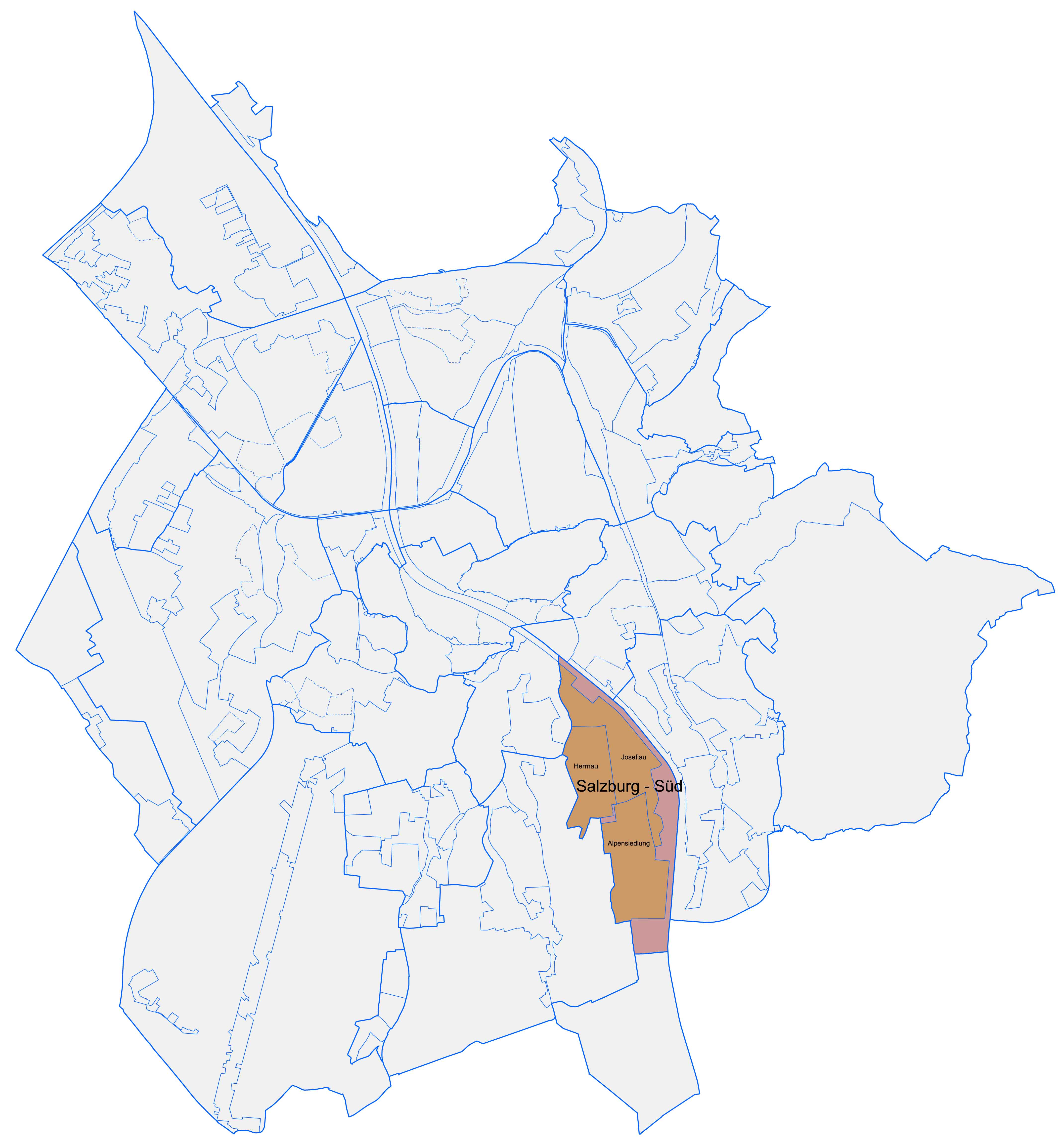
Die Kartenskizze zeigt die Herrnau innerhalb des Stadtteils Salzburg-Süd

Herrnau ist gemeinsam mit der Josefiau und der Alpensiedlung ein Teil des Stadtteiles Salzburg-Süd in der Stadt Salzburg.
Im Osten wird der Siedlungsraum von der Alpenstraße begrenzt, einer der wichtigsten Ausfallstraßen der Stadt; Im Westen bildet die Hellbrunner Straße und der Eschenbach, hinter denen das Landschaftsschutzgebiet Salzburg-Süd mit dem Wasserschloss Freisaal liegt, die Grenze. Südlich von Herrnau liegt beginnend mit dem Gebäude der Landespolizeidirektion Salzburg die Alpensiedlung. Östlich der Alpenstraße und nördlich der Michael-Pacher-Straße schließt die Josefiau an, die größerenteils von Einfamilienhäusern geprägt ist. 

## Geschichte
Zum Namen: Der Name Herrnau leitet sich vom Begriff der Au der adeligen Herren ab und bezeichnet ursprünglich einen Teil des mächtigen Auwaldsaumes zwischen der Hellbrunner Allee und der Salzach. Das Wort Au leitet sich vom althochdeutschen Wort ouwa „Land am Wasser“ oder „Land im Wasser“ ab (mittelhochdeutsch ouwe). 1574 scheint erstmals die Herrnau als Teil der Hellbrunner Aue (später Josefiau) auf. 1631 wurde der Herrenhof Herrnau (Schloss Herrnau, heute Eschenbachgasse 21) erbaut. Er ist das nördlichste Schloss auf der Ostseite der Hellbrunner Allee und hieß lange auch Christanihof (benannt nach Christani di Rallo, Kanzler unter Erzbischof Firmian und maßgeblicher Dogmatiker im Zuge der Protestantenvertreibung). 
Der Stadtteil entstand in seinen Anfängen vor 1950 in nächster Nähe des Schlosses Herrnau. Der Architekt Otto Ponholzer, der auch als Berater der Wüstenrot-Bausparkasse arbeitete, entwarf hier ein neues Wohnbaumodell. Otto Ponholzer war auch Vizebürgermeister (FPÖ) der Stadt Salzburg. Hier fanden viele Flüchtlinge eine neue Heimat. Vorgesehen waren im Zuge der Errichtung der Bausparer-Siedlung Herrnau beiderseits der Alpenstraße als neues Tor in die Stadt zwei symmetrische sechsgeschoßige Wohntürme (von denen aber nur der westliche Turm verwirklicht wurde). Dahinter entstanden in gleichmäßigem Rhythmus geplante Einfamilienhäuser und Reihenhäuser mit großzügigen Gärten. Diese ältesten Siedlungsteile liegen heute im Süden der Siedlung zwischen dem Landschaftsschutzgebiet Salzburg-Süd und der Fischer-von-Erlach-Straße. Viele größere Wohnbauten in diesem Stadtteil stammen aus den Jahren um 1970. Im Norden der Siedlung (nördlich der Michael-Pacher-Straße bzw. der Faistauergasse) schließen die Einfamilienhäuser der Josefiau an. Zur Josefiau zählen auch die Amtsgebäude des Amtes der Salzburger Landesregierung nördlich der Michael-Pacher-Straße.
Ähnlich wie die anderen beiden Teile von Salzburg-Süd – die Josefiau und die Alpensiedlung – ist Herrnau als Siedlungsraum erst im Zuge des großen Bevölkerungszuzuges und des Wachstums der Stadt Salzburg im späteren 20. Jahrhundert entstanden. Herrnau ist heute in erster Linie ein Wohngebiet, wobei die Bebauungsstruktur von den später erbauten Wohnblöcken dominiert wird.

## Die Pfarrkirche Sankt Erentrudis

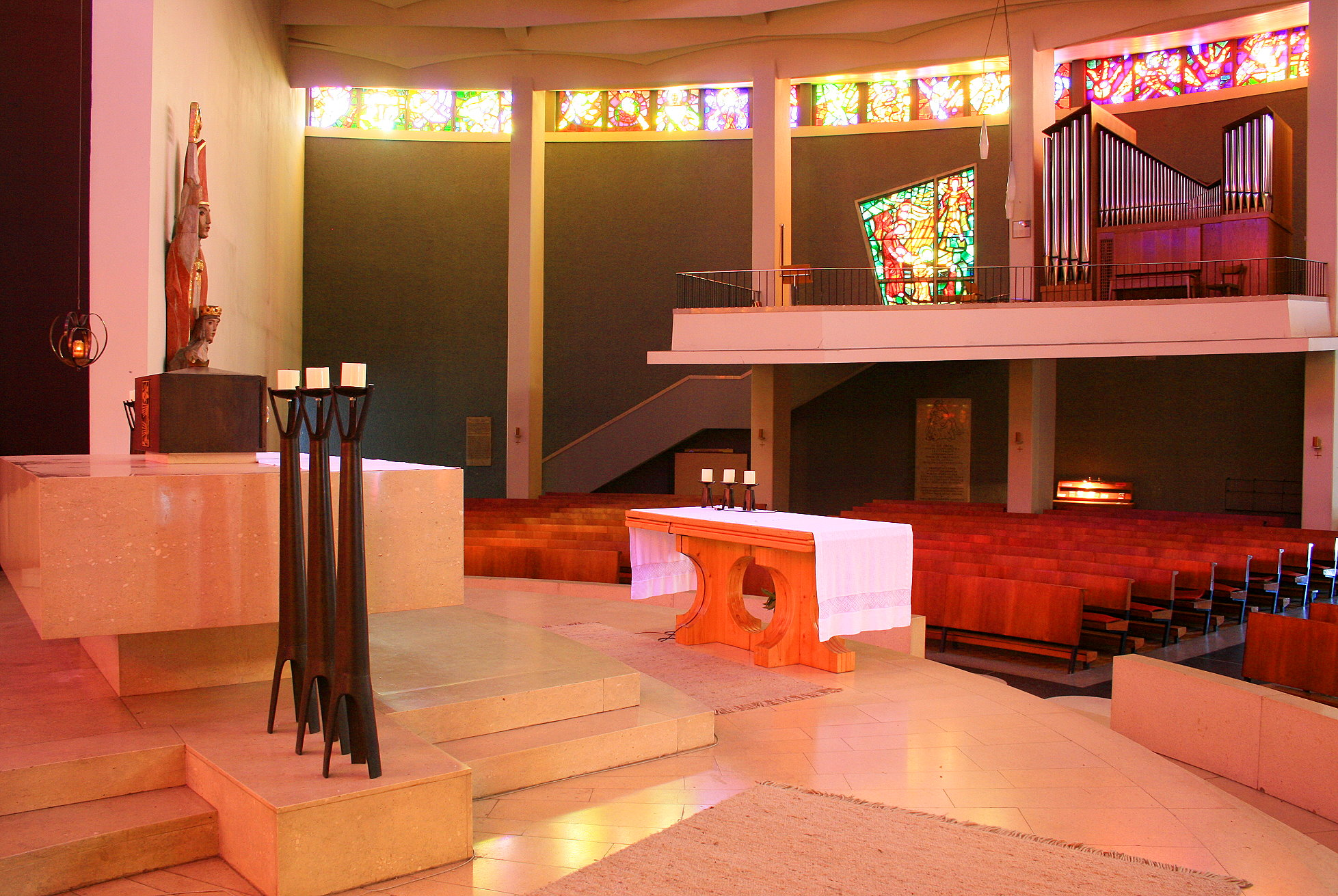
Innenraum der Pfarrkirche Herrnau

Am Rande der im klösterlichen Eigentum stehenden Schwesternsiedlung plante Erzbischof Andreas Rohracher eine große Kirche als neues religiöses Zentrum, wo neben dem Pfarrhof auch die aus Böhmen vertriebenen Eucharistinnen in einem Kloster eine neue Heimat finden sollten. Von 1958 bis 1962 wurde die Pfarrkirche Hl. Erentrudis, ein Sakralbau in moderner Formensprache, durch den Architekten Robert Kramreiter errichtet.
Es sollte ein „Gotteshaus des Friedens“ sein, das zum „Verweilen und Wandeln im Frieden“ einlädt. Die festungsartigen Rundmauern des Kirchenkomplexes öffnen sich nach vorne fächerartig zu einem breiten und weiträumigen offenen Atrium (Architektur). Auch der Kirchturm bleibt einseitig offen. Die Kirche selbst ist auf einer Seite hin als großes monumental-färbiges Kirchenfenster gestaltet. Die kleine Kapelle der Eucharistieschwestern wiederholt auf ihre Weise die Motive des großen Kirchenbaues.
Im Turm hängen vier Glocken übereinander, von außen durch einen vertikalen Spalt sichtbar. Neben sakralem Geläut zu Messen und anderen Anlässen wird auch die Zeit geschlagen. Ursprünglich wurden die Stunden 7–12 und nach Mittag 1–10 (= 22) Uhr mit der entsprechenden Anzahl von Schlägen angekündigt. Zusätzlich wurden die Viertelstunden durch 1–4 Schläge auf eine andere Glocke angezeigt. Nachdem Anrainer gerichtlich wegen zu großer Lärmbelästigung des Zeitgeläuts geklagt hatten, kam es Anfang Juli 2024 zu einem Vergleich: Es wird – nach Umprogrammierung – abends 2 Stunden weniger lang, also werktags 7–20 Uhr und sonntags 8–20 Uhr geläutet. Nur mehr halbstündlich werden die Viertel – also das 2. und 4. – angezeigt. Die Lautstärke der Schläge wurde schon früher reduziert.

## Herrnau heute
Herrnau beherbergt eine Volksschule, die Übungshauptschule der Pädagogischen Hochschule und zwei Kindergärten. Architektonisch sehr markant – und nicht wenig umstritten – ist im Süden von Herrnau die Zentrale von Wüstenrot. Bei der Renovierung des Gebäudes wurde die Fassade außen mit schräg versetzten Metallgittern verkleidet. Zentraler Punkt für den Stadtteil ist das Einkaufszentrum Zentrum Herrnau an der Ecke Alpenstraße/Friedensstraße. Ziel beim Bau war es, eine Art Ortskern zu schaffen, in dem Geschäfte, Wohnungen und Lokale in einem Komplex untergebracht sind. 
Im öffentlichen Nahverkehrsnetz der Landeshauptstadt wird Herrnau durch die Linien 3, 8, 22 und 28 versorgt.

## Persönlichkeiten
- Felix Baumgartner, Extremsportler